# Choerodon vitta
Choerodon vitta Ogilby, 1910  è un pesce d'acqua salata appartenente alla famiglia Labridae.

## Distribuzione e habitat
È una specie demersale che proviene dall'ovest dell'oceano Pacifico, dove si trova prevalentemente in Papua Nuova Guinea, Indonesia (Isole Aru) e Australia. Nuota tra i 10 e i 40 m di profondità in zone ricche di vegetazione acquatica, solitamente con fondo sabbioso.

## Descrizione
Presenta un corpo compresso lateralmente, allungato, prevalentemente grigio. La pinna caudale, appena biforcuta, è trasparente, mentre sul peduncolo caudale è presente una macchia scura rotonda, talvolta collegata all'opercolo da una sottile linea dello stesso colore. La testa può presentare sfumature giallastre. Il dorso è marrone-grigiastro, mentre il ventre è biancastro. La lunghezza massima registrata è di 20 cm.

## Biologia
La biologia di questa specie non è nota, ma le sue abitudini sono molto probabilmente simili a quelle delle altre specie del genere Choerodon.

## Conservazione
Questa specie è classificata come "a rischio minimo" (LC) dalla lista rossa IUCN perché viene pescata poco frequentemente, di solito accidentalmente durante la pesca di gamberetti.